# NGC 6267
NGC 6267 је спирална галаксија у сазвежђу Херкул која се налази на NGC листи објеката дубоког неба.
Деклинација објекта је + 22° 59' 7" а ректасцензија 16h 58m 8,7s. Привидна величина (магнитуда) објекта NGC 6267 износи 13,3 а фотографска магнитуда 14,0. NGC 6267 је још познат и под ознакама UGC 10628, MCG 4-40-9, CGCG 139-25, IRAS 16560+2303, PGC 59340.